# General Santos
General Santos è una città indipendente altamente urbanizzata (HUC) delle Filippine, geograficamente ubicata nella Provincia di South Cotabato, nella Regione di Soccsksargen. Pur facendo territorialmente parte della provincia e rientrando nelle statistiche relative ad essa, la città ne è amministrativamente indipendente. È anche Chiamata la "Capitale del tonno" del Paese.
General Santos è formata da 26 barangay:
- Apopong
- Baluan
- Batomelong
- Buayan
- Bula
- Calumpang
- City Heights
- Conel
- Dadiangas East (Pob.)
- Dadiangas North
- Dadiangas South
- Dadiangas West
- Fatima

- Katangawan
- Labangal
- Lagao (1st & 3rd)
- Ligaya
- Mabuhay
- Olympog
- San Isidro (Lagao 2nd)
- San Jose
- Siguel
- Sinawal
- Tambler
- Tinagacan
- Upper Labay